# カスパーゼ-2
カスパーゼ-2(Caspase-2, EC 3.4.22.55)は、酵素である。以下の化学反応を触媒する。
P1位のアスパラギン酸を厳密に必要とし、Asp316はプロテアーゼ活性に必須である。Val-Asp-Val-Ala-Asp-配列を選択的に分解する。
カスパーゼ-2は、カスパーゼ-8、カスパーゼ-9、カスパーゼ-10とともに、イニシエーターカスパーゼの1つである。